# La Vall de Montserrat
La Vall de Montserrat és una urbanització del municipi de Castellbell i el Vilar, a la comarca catalana del Bages. És situada a la part sud-oriental del terme, al sud de la Bauma i vora la riera de Merà, al límit amb el terme de Vacarisses. Es tracta d'un continu urbanitzat format pels nuclis del Prat (o Can Prat), el Mas Astarròs i el Gall Pigat, urbanitzacions creades en terrenys dels masos homònims i que han acabat confluint.
El conjunt està limitat a l'oest per la carretera C-58 i al nord i a l'est per la via de la RENFE i l'autopista C-16. La riera de Sanana, al límit meridional, separa el sector del Gall Pigat de la urbanització del Palà, ja al municipi de Vacarisses. Està travessat per la carretera BV-1212, que separa els nuclis del Prat, al nord, dels del Mas Astarròs i el Gall Pigat, al sud d'aquesta via de comunicació.
S'hi accedeix des de la Bauma pel carrer de la Riera, des de la carretera general C-58 per diversos trencalls entorn del km 37 i des de la carretera local BV-1212 també per diversos trencalls entorn del km 7.
En el cens del 2009 tenia 414 habitants, amb què esdevenia el segon nucli més poblat del municipi després del Borràs.